# Ла Вале (Новара)
Ла Вале је насеље у Италији у округу Новара, региону Пијемонт.
Према процени из 2011. у насељу је живело 9 становника. Насеље се налази на надморској висини од 286 м.